# 야스쿠니반대공동행동
야스쿠니반대공동행동은 야스쿠니 신사 문제가 해결될 때까지, 같은 아픔을 겪고 있는 아시아 각국의 피해자들과 일본·오키나와의 양심세력과 연대하여 싸워 나가며, 나아가 국제사회에 이를 호소하고 공동 대응해 나가기 위해 설립한 단체이다.

## 연혁
- 2006년 5월 23일에 야스쿠니반대공동행동 한국위원회가 결성됐다.

## 조직도
- 상임대표 : 이해학
- 사무국장 : 서우영(민족문제연구소 기획실장)

## 참여 인사

### 고문
- 강희남(전 조국통일범민족연합 의장)
- 김상근(KNCC 발전특위 위원장)
- 문대골(전국목회자정의평화실천협의회 위원장)
- 박덕심(통일연대 고문)
- 박판영(사립학교교직원연금관리공단 이사장)
- 박순경(전 이화여자대학교 기독교학과 교수)
- 박용길(고 문익환 목사 미망인)
- 박정숙(통일연대 고문)
- 이해동(국방부 과거사진상규명위원회 위원장)
- 이명남(KNCC 평화통일위원회 위원장)
- 이종린(조국통일범민족연합 남측본부 명예의장)
- 인병선(짚풀 생활사 박물관 관장)
- 전창일(전 조국통일범민족연합 부의장)
- 조화순(전 인천도시산업선교회)
- 함세웅(민주화운동기념사업회 이사장)

### 공동대표
- 김광준(KNCC 일치위원장)
- 김용태(한국민족예술인총연합 회장)
- 나핵집(기장 평화통일위원회 위원장)
- 박남수(동학민족통일회 회장)
- 오종렬(전국민중연대 공동대표)
- 윤순녀(한국정신대문제대책협의회 공동대표)
- 윤준하(환경운동연합 공동대표)
- 이근복(새민족교회)
- 이석태(민주사회를 위한 변호사모임 회장)
- 이자현(정신개혁시민협의회 회장)
- 이희자(태평양전쟁피해자보상추진협의회 공동대표)
- 임헌영(민족문제연구소 소장)
- 정명기(안산제일감리교회)
- 정상모(민주언론운동시민연합 부이사장)
- 조성우(민족화해협력범국민협의회 상임의장)
- 한상렬(통일연대 상임대표)